# صعود جمهورية الأرجنتين

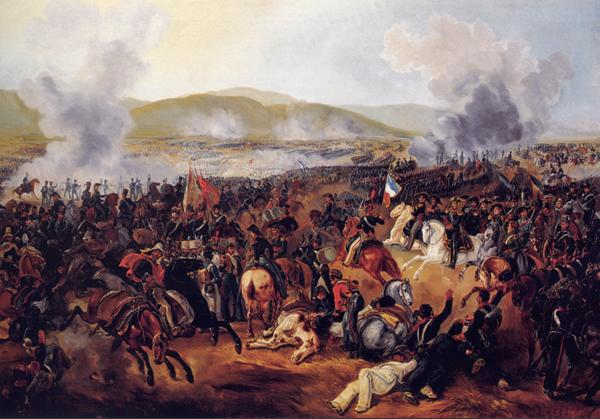

حدثت عملية صعود جمهورية الأرجنتين في النصف الثاني من القرن التاسع عشر في أمريكا الجنوبية. ترجع أصول الجمهورية لملكية ريو دي لا بلاتا البديلة، وهي مستعمرة تابعة للإمبراطورية الإسبانية. عيّن ملك إسبانيا نائبًا عنه للإشراف على حكم المستعمرة. خلعت ثورة مايو في عام 1810 نائب الملك، وجنبًا إلى جنب مع حرب استقلال الأرجنتين، بدأت إجراءات استبدال النظام الملكي بنظام الحكم الجمهوري الوطني. فشلت جميع المقترحات لتنظيم نظام ملكي محلي (كما حدث في الإمبراطورية البرازيلية المعاصرة أو الإمبراطورية المكسيكية الأولى) ولم يُتوج ملك محلي حينها.
خاضت المؤسسة الوطنية الكثير من الجدل بشأن شكل العلاقة التي يجب أن تقيمها بيونيس آيرس مع بقية المقاطعات، بشأن كونها حكومة مركزية أم نظامًا فدراليًا. أشعل داعمو كلا المشروعين (الوحدويون والفدراليون) فتيل الحروب الأهلية الأرجنتينية. حاولت بعض المقاطعات التابعة سابقًا للحكم الملكي الانفصال (تحولت أولًا إلى اتحاد محافظات ريو دي لا بلاتا ثم كوّنت بعدها الكونفدرالية الأرجنتينية)، بقيت بعضها كدول مستقلة حتى الوقت الحالي (مثل بوليفيا وباراجواي) وانضم بعضها مرة أخرى إلى الأرجنتين (مثل جمهورية إنتري ريوس). أُعلن عن دستورين وحدويين ثم أُلغيا بعد ذلك، الدستور النهائي هو الدستور الفدرالي للأرجنتين الصادر في 1953، والذي لا يزال يُعمل به.

## الجذور التاريخية
كان تأسيس ملكية ريو دي لا بلاتا البديلة هو أول الأحداث السياسية التي شكلت مستقبل دولة الأرجنتين. حتى ذلك الوقت، كانت المناطق الموجودة بها تعتبر مقاطعات مهملة من مملكة بيرو الإسبانية، على سبيل المثال، لم يمتلك حوض لابلاتا أي معدن نفيس أو تجمعات سكانية منظمة من السكان المحليين يمكن استغلالها، ولكن جميع السفن تاجرت مع بيرو والمكسيك بدلًا منها. سعت المملكة لتعزيز طرق التجارة الموجودة بطرق جديدة داخل أمريكا الجنوبية، ولو كانت ريو دي لا بلاتا. لم يعمل النظام الجديد كالمتوقع، إذ وجهت إسبانيا معظم مواردها نحو الحروب النابليونية. تضاءلت التجارة مع الأمريكتين، وعندما تمتعت بريطانيا بالسيادة البحرية الواضحة بعد معركة طرف الغار، كادت التجارة تنتهي. 
مهدت الثورة الأمريكية والثورة الفرنسية الطريق نحو عصر التنوير، حيث الأفكار الجديدة التي رفضت الملكيات المطلقة وفضلت الليبرالية بدلًا منها. سعت إسبانيا نحو منع الأفكار الجديدة من الانتشار في أراضيها، ولكن العديد من الكريوليين تعرضوا لتلك الأفكار خلال دراستهم الجامعية، سواء كانت في جامعة تشوكيساكا أو في إسبانيا نفسها. في كل من إسبانيا والأمريكتين، تطلع الناس نحو نظام جديد للحكم مشابه للملكية الدستورية. 
مثّل الغزو البريطاني المنكوب لريو دي لا بلاتا سابقة في إضعاف السلطة الملكية. هرب نائب الملك، رافائيل دي سوبريمونتي نحو قرطبة خلال النزاع، ولكنه لم يتمكن من العودة إلى بيونيس آيرس بعد تحريرها. إذ أعطى المجلس لسانتياجو دي لينيرز (قائد القوات الإسبانية في النزاع) السلطة العسكرية في المدينة، بينما حضرت للهجوم البريطاني المضاد، وأمرت سوبريمونتي بالبقاء في الخارج. سيُعين لينيرز نائبًا للملك في وقت لاحق، وسيصدّق ملك إسبانيا على هذا التنصيب في وقت لاحق. كانت تلك هي المرة الأولى التي يُعزل فيها نائب الملك عن طريق المؤسسات المحلية، وليس عن طريق ملك إسبانيا نفسه. 

## فراغ السلطة
اشتعلت حرب الاستقلال الإسبانية عام 1808 نتيجة لحدث ذي ثقل سياسي كبير؛ إذ أُلقي القبض على ملك إسبانيا فيرناندو السابع وأودع في السجن بواسطة قوات نابليون الفرنسية. طالب المجلس الأعلى الحاكم في المملكة بالحكم، وأشعل فتيل الحرب ضد الفرنسيين. انقسمت السلطة الملكية النائبة إلى عدة أحزاب متبنيةً آراء سياسية مختلفة بشأن شرعية المجلس الحاكم. رأى المحافظون -من الناحية السياسية- أنه لا بد من الاعتراف بالمجلس ليحل محل الملك، وأن بقايا مؤسسة حكم الإمبراطورية الإسبانية يجب أن تبقى دون تغيير. رأت مجموعة أخرى متأثرة بالأفكار الفرنسية أن المجلس الحاكم يفتقد لسلطة الملك، وأن كل مقاطعة يجب أن تتمتع بالحرية لتعيين المجلس الحاكم الخاص بها.
كان أول من سعى لتنفيذ تلك الأفكار على أرض الواقع فرانسيسكو خافيير دي إيليو، حاكم باندا الشرقية، والمعروف بكراهيته لنائب الملك، لينيرز. عين إيليو نفسه قائدًا للمجلس الحاكم في مونتيفيديو، وبالتالي تصرف باستقلالية عن لينيرز. ولكنه لم يعلن استقلال باندا الشرقية أو يرفض سلطة لينيرز بشكل كامل. تحالف مع مارتن دي ألزاجا في بيونيس آيريس، الذي نظم تمردًا ضد لينيرز. اعتمد مشروعه على استبدال لينيرز بمجلس سياسي حاكم يحكم اسميًا باسم فيرناندو السابع، ثم إعلان الاستقلال بمجرد تمكن القوات الفرنسية من غزو إسبانيا بشكل كامل. ولكن هُزم التمرد بمساعدة بعض الحلفاء العسكريين للينيرز الذي استمر في السلطة. دعّم التمرد الفاشل من سلطة الكريوليين في المجتمع؛ إذ سُرحت القوات العسكرية الداعمة للتمرد في شبه الجزيرة، ولم يتبقَّ منها سوى الكريوليون. 
كانت كارلوتا خواكينا، شقيقة فيرناند السابع، زوجة الأمير الوصي على الحكم في البرتغال. إذ نجت من القبض على العائلة المالكة في إسبانيا، حاولت تولي منصب نائبة الملك كوصية على الحكم. عُرف ذلك المشروع السياسي بالكارلوتية، والذي بدأ على أمل أن يجدي نفعًا في تجنب الغزو الفرنسي للأمريكتين. تلقى المشروع الدعم من مجتمع كريولي سري صغير تألّف من سياسيين أمثال مانويل بيلجرانو وخوان خوسي كاستيلي، والعسكريين مثل أنطونيو بيروتي وهيبوليتو فييتيس. اعتبروا ذلك فرصة للحصول على حكومة محلية بدلًا من حكومة أوروبية، أو كخطوة في طريق إعلان الاستقلال. قاوم نائب الملك لينيرز ذلك المشروع، جنبًا إلى جنب مع متمردي شبه الجزيرة وبعض الكريوليين أمثال ماريانو مورينو وخوان خوسيه باسو وكورنيليو سافيدرا. إذ شكّوا بأن الأطماع التوسعية البرتغالية تتخفى وراء ذلك المشروع. أراد مؤيدو كارلوتا خواكينا لها أن تصبح على رأس سلطة ملكية دستورية، بينما أرادت هي أن تحكم بنظام الملكية المطلقة. قوّضت تلك الأهداف المتضاربة المشروع وأدت إلى فشله. عارضت بريطانيا -التي حظيت بتأثير قوي على السياسة في الإمبراطورية البرتغالية- المشروع، إذ أرادت تجنب تقسيم إسبانيا إلى عدة ممالك، واعتبرت أن كارلوتا خواكينا غير قادرة على تجنب ذلك الأمر. 
لاحظ المجلس المركزي الحاكم النزاعات بين ألجازا ولينيرز، فعيّن نائبًا جديدًا للملك بدلًا من لينيرز وهو بالتاسار هيدالجو دي سيسنيروس. قاوم الكريوليون تنصيبه، معللين ذلك بأن لينيرز قد صُدق عليه كنائب للملك من ملك إسبانيا، بينما افتقد سيسنيروس تلك الشرعية.
حرّض مانويل بيلجرانو لينيرز على المقاومة ضد سيسنيروس بدعم من القوات العسكرية التي تدين له بالولاء. ولكن لينيرز رفض الاقتراح وسلّم السلطة إلى سيسنيروس دون مقاومة. قبل خافيير دي إيليو بسلطة نائب الملك الجديد، وحلّ المجلس الحاكم في مونتيفيديو. أعاد سيسنيروس تسليح ميليشيات شبه الجزيرة المُسرّحة، وعفا عن أولئك المسؤولين عن التمرد. 
تكرر سيناريو إيليو وألجازا مرة أخرى بعدها بوقت قريب في بيرو العليا في 25 مايو 1809، فقد عزلت ثورة تشوكيساكا رامون جارسيا دي ليون بيزارو من حكم تشوكيساكا واستبدلته بخوان أنطونيو ألفاريز دي أريناليز. في 16 يوليو عزلت ثورة لاباز التي قادها العقيد بيدرو دومينجو موريللو حاكم لاباز وانتخب مجلس تويتيفا دي لوس ديريشوس ديل بويبلو. أعلنت لاباز استقلالها عن إسبانيا، ولكن تشوكيساكا لم تعلن استقلالها ولم تعترف بمجلس تويتيفا. هُزم المجلسان من قبل ليما وبيونيس آيرس، وعادت الحكومة إلى وضعها القديم. 